# نبرد هالیدزور
نبرد هالیدزور (ارمنی: Հալիձորի ճակատամարտ) یک درگیری نظامی در شهر کاپان کنونی در منطقه سیونیک در جنوب ارمنستان درگرفت. این نبرد یکی از موفق‌ترین نبردهای نظامی ارمنیان بر ضد امپراتوری عثمانی بود.